# Antispila nyssaefoliella
Antispila nyssaefoliella is een vlinder uit de familie van de Heliozelidae. De wetenschappelijke naam van de soort is voor het eerst geldig gepubliceerd in 1860 door Clemens.